# 류도비트 슈투르

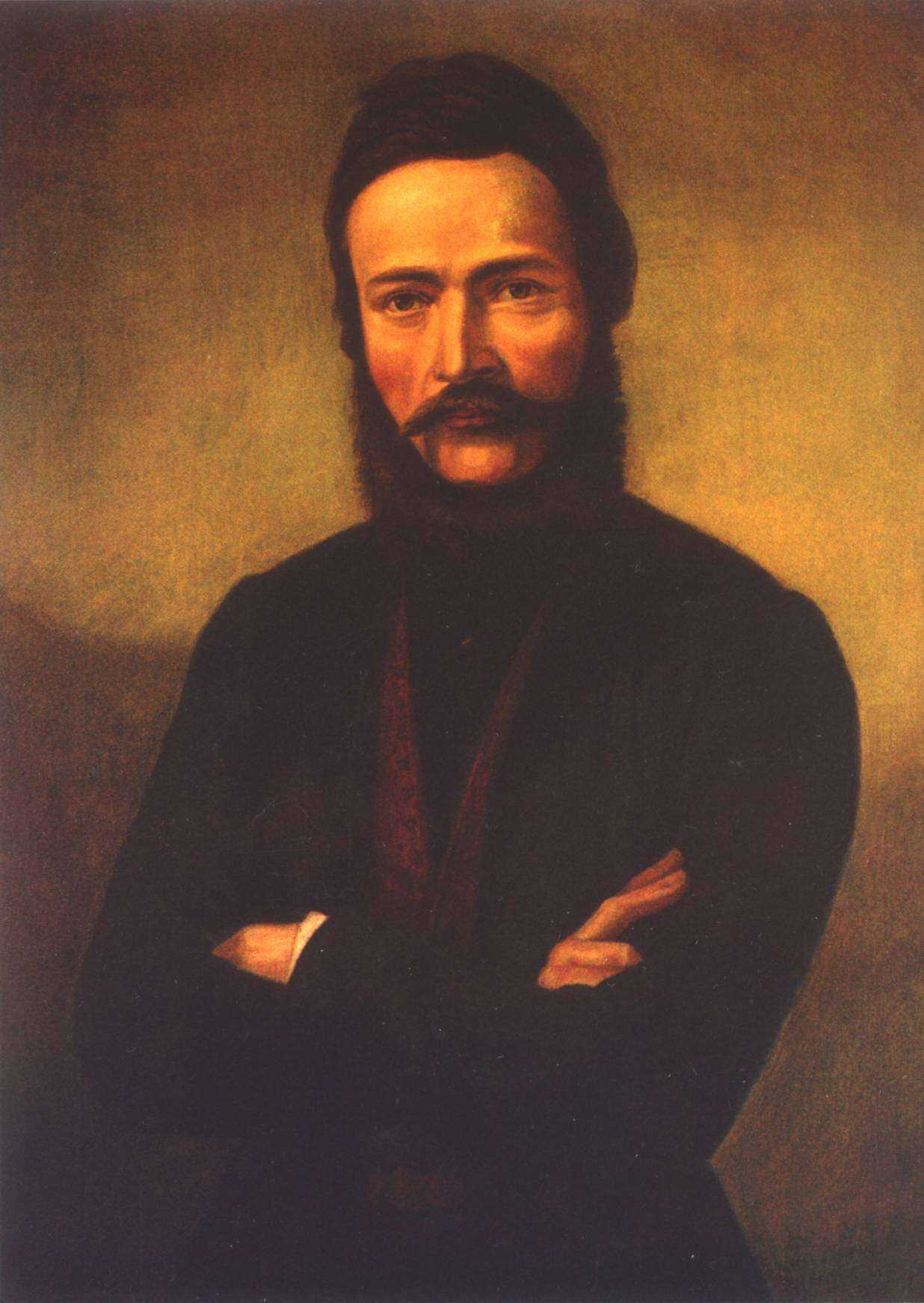
요제프 보제테흐 클레멘스(Jozef Božetech Klemens)가 그린 류도비트 슈투르의 초상화

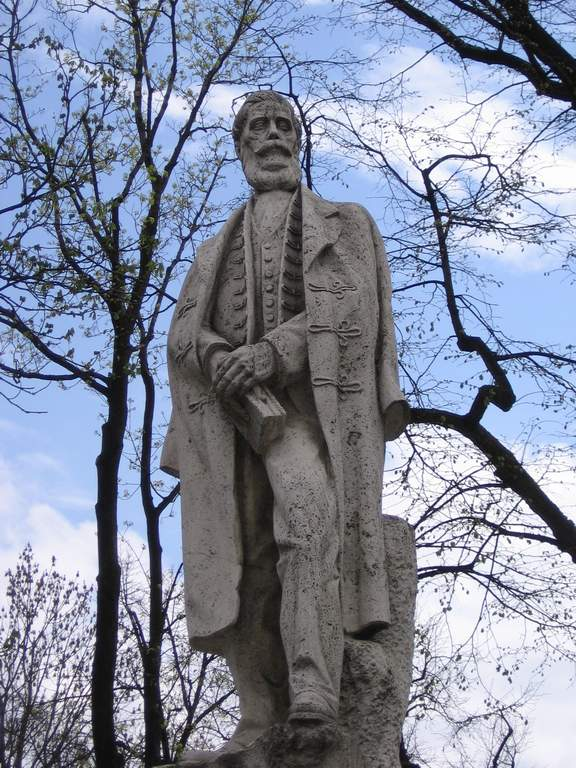
슬로바키아 레보차에 위치한 류도비트 슈투르의 동상

류도비트 벨리슬라우 슈투르(슬로바키아어: Ľudovít Velislav Štúr, 1815년 10월 28일 오스트리아 제국(현재의 슬로바키아) 바노우체나트베브라보우 인근 우흐로베츠(Uhrovec) 마을 ~ 1856년 1월 12일 오스트리아 제국(현재의 슬로바키아) 모드라)는 슬로바키아의 작가, 정치인, 철학자, 언어학자이다.

## 생애
1815년 10월 28일 우흐로베츠(Uhrovec) 마을에서 복음주의 루터교 교사로 근무하던 아버지 사무엘(Samuel)과 어머니 안나(Anna)의 아들로 태어났다. 복음주의 루터교에서 세례를 받은 뒤부터 아버지로부터 라틴어를 배웠다. 헝가리 죄르(Győr)에 위치한 문법학교에서 역사학, 헝가리어, 독일어, 고대 그리스어를 전공했고 복음주의 루터교 학당에 입학하면서 체코 슬라브회의 회원으로 활동했다.
1831년에는 최초로 시를 썼지만 1834년에 연구 비용 부족, 생활고를 이유로 연구를 일시 중단하면서 고향으로 돌아가게 된다. 복음주의 루터교 학당에서 역사, 문예 연구원으로 활동하면서 학생들에게 슬라브족 문학, 슬라브족의 역사를 가르쳤다. 또한 시를 쓰면서 시집을 인쇄하고 출판했다. 체코 슬라브회의 회원 수는 끊임없이 증가했으며 1837년에는 체코슬로바키아 언어 문학 연구소를 설립했다. 체코, 크로아티아, 폴란드 등을 오가면서 각국의 신문과 잡지에 기사를 게재했다.
1838년 9월에 브라티슬라바를 떠나면서 독일 할레 대학교에서 역사, 철학 강사로 근무하면서 게오르크 빌헬름 프리드리히 헤겔, 요한 고트프리트 헤르더의 영향을 받게 된다. 1839년에는 독일 동부에 위치한 루사티아 북부, 동부 지방을 여행하면서 여러 슬라브족들과 교류했다. 1839년에는 체코어로 집필한 여행기 《1839년 봄에 있었던 루사티아 여행》(Cesta do Lužic vykonaná na jar 1839)을 출간했다.
1840년에는 보헤미아 프라하를 거쳐 브라티슬라바로 귀환했고 같은 해 10월에는 복음주의 루터교 학원에서 문법, 슬라브족의 역사를 가르쳤다. 1841년에는 문예지 《타트란카》(Tatranka)를 공동 편집했고 슬로바키아 정치 신문을 발행했다. 1841년 8월 16일에는 자신의 친구들과 함께 크리반봉(Kriváň)을 등반했다.
1843년 브라티슬라바에서 슬로바키아의 여러 지방에 존재하던 방언들을 중앙슬로바키아 방언에 따른 공통 언어 체계를 구축하기로 결심했다. 1843년 7월에 독일 라이프치히에서 슬로바키아어 연구 서적을 출간하면서부터 표준 슬로바키아어 도입 계획을 전개했지만 1843년 12월에 헝가리 당국의 요구로 인해 모든 공직을 박탈당했다. 1844년 3월에는 22명의 제자들이 브라티슬라바를 떠났고 13명은 레보차에 위치한 복음주의 학원에서 계속 배우게 된다.
1844년 슬로바키아의 작가들은 점차 새로운 표준 슬로바키아어를 사용하기 시작했다. 1844년 8월 27일에는 슬로바키아어 학회 창립 대회에 참가했고 1845년 8월 1일에는 새로운 슬로바키아어로 쓰여진 슬로바키아 민족 신문의 창간호가 발행되었다. 그는 슬로바키아의 독자적인 언어, 문화, 교육, 헝가리 내에서의 정치적인 자치권 획득, 슬로바키아 의회 설치를 목표로 했다.
오스트리아 빈에서는 새로운 표준 슬로바키아어에 관한 독일어 소책자를 발행했고 브라티슬라바에서는 《슬로바키아어 이론》을 출간했다. 1847년 8월 차흐티체(Čachtice)에서 열린 제4차 타트린(Tatrín) 협회 대회에 참석한 로마 가톨릭교회와 개신교 진영은 새로 체계화된 표준 슬로바키아어를 사용하기로 합의했다. 1847년 10월 30일에는 브라티슬라바 주재 헝가리 의회 의원으로 선출되었으며 1847년 11월 17일부터 1848년 3월 13일까지 소집된 헝가리 의회에서 슬로바키아인에 대한 시민권 도입, 초등학교에서의 슬로바키아어 사용 등에 관한 5가지 연설을 진행했다.
1848년 5월에는 헝가리 정부에 《슬로바키아 민족의 요구》라는 제목의 청원서를 제출하면서 슬로바키아어를 공용어로 지정할 것, 초등학교부터 대학교에 이르는 교육 과정까지 슬로바키아어를 사용할 것, 슬로바키아에 대한 자치권을 확대할 것을 요구했다. 또한 보통 선거, 보도의 자유, 집회의 자유와 같은 시민의 권리를 보장할 것, 농민들을 압정으로부터 해방시키고 토지를 반환할 것을 요구했다. 그러나 헝가리 정부는 1848년 5월 12일에 그에 대한 체포 영장을 발부했고 1848년 5월 31일에는 보헤미아 프라하로 이송되었다.
1848년 혁명이 진행 중이던 1848년 6월에는 보헤미아 프라하에서 개최된 슬라브족 회의에 참석했지만 얼마 지나지 않아서 중단되고 만다. 1848년 6월 19일에는 크로아티아 자그레브로 이주하면서 크로아티아의 잡지 《슬라벤스키 유그》(Slavenski Jug)의 편집자를 맡았다. 세르비아 당국으로부터 재정 지원을 받은 그는 헝가리 정부에 대한 슬로바키아인의 무장 봉기를 준비했다.
1848년 9월에는 오스트리아 빈에서 소집된 슬로바키아 국민평의회를 통해 군부대를 결성하면서 슬로바키아인의 무장 봉기를 준비했다. 슬로바키아 국민평의회는 1848년 9월 19일에 헝가리로부터의 독립을 선언하면서 슬로바키아인의 무장 봉기에 나설 것을 촉구했으며 1848년 10월 7일에는 무장 봉기의 확산을 논의하기 위해 보헤미아 프라하에서 회동을 가졌다.
1848년 11월에는 슬로바키아인 지원병들과 함께 헝가리 북부에서 차트차(Čadca)로 횡단했고 1849년 3월에는 프레쇼우(Prešov)에서 지원병 부대를 결성했다. 슬로바키아 국민평의회는 오스트리아 빈에서 헝가리 당국과의 협상을 가졌지만 결렬되었고 슬로바키아 지원병 부대는 1849년 11월 21일을 기해 해체되고 만다.
1850년 가을에는 슬로바키아어 신문의 발행에 대해서 거부당했고 같은 해 12월에는 슬로바키아의 학교, 타트린 협회에 관한 빈 대표단에 참여했다. 1850년 12월에는 표준 슬로바키아어의 체계적인 개혁에 관한 브라티슬라바 회의에 참석했다. 1851년 1월 13일에는 동생 카를(Karol)이 사망했고 같은 해 7월 27일에는 아버지 사무엘이 사망했다.
1853년 3월 18일에는 자신의 애인이었던 아델라 오스트롤루츠카(Adela Ostrolúcka)가 오스트리아 빈에서 사망했고 같은 해 8월 28일에는 그의 어머니가 트렌친에서 사망했다. 1855년 12월 22일에 모드라(Modra) 인근에서 사냥에 나서던 도중에 실수로 쏜 총탄에 맞아 부상을 당했고 1856년 1월 12일에 모드라에서 사망하고 만다.
1987년에 체코슬로바키아에서 발행되었던 50코루나 지폐, 1993년에 슬로바키아에서 발행되었던 500코루나 지폐에는 그의 초상화가 그려져 있다. 헝가리 국경과 인정한 슬로바키아의 도시인 슈투로보(Štúrovo)는 그의 이름에서 유래된 이름이다.